# 東市来町寺脇
東市来町寺脇（ひがしいちきちょうてらわき）は、鹿児島県日置市の大字。旧日置郡下伊集院村大字寺脇（一部）、日置郡東市来町大字寺脇。郵便番号は899-2432。人口は30人、世帯数は14世帯（2020年10月1日現在）。

## 地理
日置市の中部、神之川中流域に位置している。字域の北方には日置市東市来町美山元寺脇、南方には日置市伊集院町大田、西方には日置市東市来町宮田、東方には日置市伊集院町寺脇がそれぞれ隣接している。
伊集院町大田との境界上を神之川が蛇行して西流している。また、字域の中央部を南九州西回り自動車道が南北に通っている。

### 河川
- 神之川

## 歴史

旧下伊集院村における寺脇（水色の左側）の位置

町村制施行以前の寺脇についての詳細は「伊集院町寺脇#歴史」を参照。

### 町村制施行以降
1889年（明治22年）4月1日に町村制が施行されたのに伴い、伊集院郷の北部にあたる苗代川村・野田村・神之川村・宮田村・寺脇村・上神殿村・下神殿村・嶽村・桑畑村・麦生田村・有屋田村の区域より日置郡下伊集院村が成立した。それまでの寺脇村は下伊集院村の大字「寺脇」となった。
1956年（昭和31年）9月30日には同日に官報に掲載された「 町村の廃置分合」（総理府告示）により下伊集院村が解体分割されることとなり、大字有屋田・大字嶽が日置郡郡山町、大字苗代川・大字宮田・大字神之川（一部）が日置郡東市来町、大字神之川（一部）が日置郡日吉町にそれぞれ編入され、その他の下伊集院村の区域及び及び伊集院町の全域を廃し新たに伊集院町が設置された。大字寺脇のうち一部が東市来町に編入されることとなり、編入された大字寺脇の区域は東市来町の大字「寺脇」となった。また、その他の区域は伊集院町に編入され伊集院町の大字寺脇（現在の日置市伊集院町寺脇）となった。
2005年（平成17年）5月1日に東市来町が日置郡伊集院町、吹上町、日吉町と合併し日置市が成立した。この合併に先立って設置された法定合併協議会である「日置中央合併協議会」において大字名については「字の区域は、現行どおりとし、現行の字の名称の前に当該字の属する合併前の町の名称を付し、字の名称を変更する。」と協定された。合併日の2005年（平成17年）5月1日に鹿児島県の告示である「 字の名称の変更」が鹿児島県公報に掲載された。この告示の規定に基づき即日大字の名称変更が行われ、大字名が「寺脇」から「東市来町寺脇」に改称された。

### 字域の変遷
| 実施後           | 実施年月日                | 実施前             | 実施前 |
| 実施後           | 実施年月日                | 大字               | 小字 |
| ---------------- | ------------------------- | ------------------ | --- |
| 東市来町大字寺脇 | 1956年（昭和31年）9月30日 | 下伊集院村大字寺脇 | 桑迫、小俣、堂ノ上、枦ヶ丸、徳ヶ原、小丸、山角、悪谷、荒平、下前田、上川窪、迫田平、阿ヶ里、平原、ヲンボ迫の全域及び、大穴堀の一部 |

## 人口
以下の表は国勢調査による小地域集計が開始された1995年以降の人口の推移である。
| 統計年             | 統計年 | 人口 | 人口 |
| ------------------ | ------ | ---- | ---- |
| 1995年（平成7年）  | [ 11 ] | 57   |      |
| 2000年（平成12年） | [ 12 ] | 58   |      |
| 2005年（平成17年） | [ 13 ] | 49   |      |
| 2010年（平成22年） | [ 14 ] | 43   |      |
| 2015年（平成27年） | [ 15 ] | 47   |      |
| 2020年（令和2年）  | [ 3 ]  | 30   |      |

## 小・中学校の学区
市立小・中学校に通う場合、学区（校区）は以下の通りとなる。
| 大字         | 小字 | 小学校             | 中学校               |
| ------------ | ---- | ------------------ | -------------------- |
| 東市来町寺脇 | 全域 | 日置市立美山小学校 | 日置市立東市来中学校 |

## 交通

### 道路
一般国道
- 南九州西回り自動車道（国道3号バイパス）